# Eupoca micralis
Eupoca micralis là một loài bướm đêm trong họ Crambidae.